# Liste der Baudenkmale in Kremitzaue
In der Liste der Baudenkmale in Kremitzaue sind alle Baudenkmale der brandenburgischen Gemeinde Kremitzaue und ihrer Ortsteile aufgelistet. Grundlage ist die Veröffentlichung der Landesdenkmalliste mit dem Stand vom 31. Dezember 2023.

## Baudenkmale in den Ortsteilen
In den Spalten befinden sich folgende Informationen:
- ID-Nr.: Die Nummer wird vom Brandenburgischen Landesamt für Denkmalpflege vergeben. Ein Link hinter der Nummer führt zum Eintrag über das Denkmal in der Denkmaldatenbank. In dieser Spalte kann sich zusätzlich das Wort Wikidata befinden, der entsprechende Link führt zu Angaben zu diesem Denkmal bei Wikidata.
- Lage: die Adresse des Denkmales und die geographischen Koordinaten. Link zu einem Kartenansichtstool, um Koordinaten zu setzen. In der Kartenansicht sind Denkmale ohne Koordinaten mit einem roten beziehungsweise orangen Marker dargestellt und können in der Karte gesetzt werden. Denkmale ohne Bild sind mit einem blauen bzw. roten Marker gekennzeichnet, Denkmale mit Bild mit einem grünen beziehungsweise orangen Marker.
- Bezeichnung: Bezeichnung in den offiziellen Listen des Brandenburgischen Landesamtes für Denkmalpflege. Ein Link hinter der Bezeichnung führt zum Wikipedia-Artikel über das Denkmal.
- Beschreibung: die Beschreibung des Denkmales
- Bild: ein Bild des Denkmales und gegebenenfalls einen Link zu weiteren Fotos des Baudenkmals im Medienarchiv Wikimedia Commons

### Kolochau
| ID-Nr.                           | Lage                 | Bezeichnung                                  | Beschreibung | Bild                                         |
| -------------------------------- | -------------------- | -------------------------------------------- | --- | -------------------------------------------- |
| 09135202 Wikidata                | Dorfstraße 8 (Lage)  | Dorfkirche                                   | Die evangelische Kirche stammt aus der zweiten Hälfte des 13. Jahrhunderts, der Turm ist etwas jünger. Die Kirche wurde 1994 restauriert. Die Orgel wurde um 1850 bis 1870 erbaut. Die beiden Eisenglocken wurden 1922 in Lauchhammer gegossen. | weitere Bilder                               |
| 09136234 Teilobjekt zu: 09135202 | Dorfstraße 8 (Lage)  | Taufengel                                    | | BW                                           |
| 09135895 Teilobjekt zu: 09135202 | Dorfstraße 8 (Lage)  | Glocke                                       | | BW                                           |
| 09135658                         | Dorfstraße 30 (Lage) | Durchfahrtsscheune eines Mittelbauerngehöfts | Die Durchfahrtscheune wurde 1922 nach einem Brand wieder aufgebaut. Sie ist Teil eines Dreiseithofes. Es ist ein Fachwerkbau mit einem Satteldach.                                                                                              | Durchfahrtsscheune eines Mittelbauerngehöfts |

### Malitschkendorf
| ID-Nr.                           | Lage                  | Bezeichnung                        | Beschreibung | Bild                               |
| -------------------------------- | --------------------- | ---------------------------------- | --- | ---------------------------------- |
| 09135216 Wikidata                | Hauptstraße (Lage)    | Dorfkirche                         | Die Dorfkirche wurde in der zweiten Hälfte des 13. Jahrhunderts erbaut. Es ist ein Saalbau aus Feldstein mit einem eingezogenen Chor und einem Westturm. Im Inneren befindet sich einen Hufeisenempore. Der Kanzelaltar wurde 1972 entfernt. Die Hufeisenempore wurde von J. C. Wunderlich im Jahre 1776 bemalt. Weiter befindet sich ein Torso eines Triumphkruzifix aus der zweiten Hälfte des 15. Jahrhunderts in der Kirche. | weitere Bilder                     |
| 09135901 Teilobjekt zu: 09135216 | Hauptstraße (Lage)    | Glocke                             | | BW                                 |
| 09135903 Teilobjekt zu: 09135216 | Hauptstraße (Lage)    | Glocke                             | | BW                                 |
| 09135904 Teilobjekt zu: 09135216 | Hauptstraße (Lage)    | Glocke                             | | BW                                 |
| 09135733                         | Hauptstraße 12 (Lage) | Pfarrhaus mit linkem Stallspeicher | Datiert wird der 1½-geschossige Ziegelbau mit Satteldach auf das Jahr 1870. | Pfarrhaus mit linkem Stallspeicher |
| 09136420 Teilobjekt zu: 09135733 | Hauptstraße 12 (Lage) | Stall                              | | Stall                              |

### Polzen
| ID-Nr.                           | Lage                  | Bezeichnung                                                                                                 | Beschreibung | Bild                                                               |
| -------------------------------- | --------------------- | --- | --- | ------------------------------------------------------------------ |
| 09135597                         | Hauptstraße 20 (Lage) | Gutshaus mit zugehörigen gärtnerischen Anlagen im Norden und Süden                                          | Das Gutshaus wurde kurz nach 1669 erbaut. Zu Beginn des 20. Jahrhunderts wurde es umgebaut. Es ist ein zweigeschossiges Haus mit einem Walmdach, die schmale Seite befindet sich an der Straße. Die Wirtschaftsgebäude wurden Ende des 19. Jahrhunderts und Anfang des 20. Jahrhunderts erbaut. | Gutshaus mit zugehörigen gärtnerischen Anlagen im Norden und Süden |
| 09136347 Teilobjekt zu: 09135597 | Hauptstraße 20 (Lage) | Gutspark | | BW                                                                 |
| 09135220                         | Ziegeleiweg 1 (Lage)  | Ziegelei Stoy mit Ringofen und Schornstein, Resten des Maschinenhauses mit Lokomobile sowie Trockenschuppen | Die Ziegelei wurde 1905 von Friedrich Stoy errichtet. 1954 wurde die Produktion eingestellt. Zu der Ziegelei gehört ein Hoffmannscher Ringofen mit 14 Kammern. | BW                                                                 |
| 09135954 Teilobjekt zu: 09135220 | Ziegeleiweg 1 (Lage)  | Trocknungsschuppen                                                                                          | | BW                                                                 |